# Miroslav Homola
Miroslav Dušan Homola (25. listopadu 1909 Praha – 24. října 1983 Praha) byl český herec a operetní zpěvák.

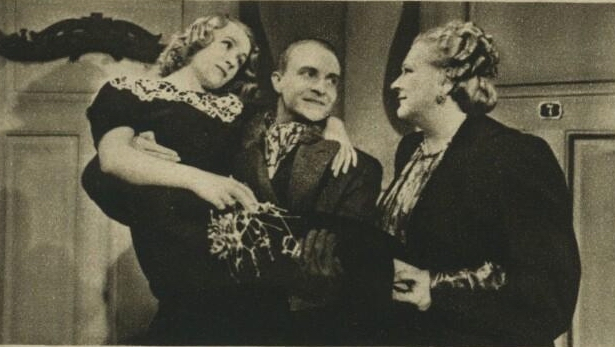
Nataša Gollová, Miroslav Homola, Růžena Nasková, 1941, film „Konečně sami“

## Život
Pocházel z rodiny úředníka (sekretáře Osvětového svazu) Jaroslava Homoly (1878–??) a matky Terezie Neumannove, ovdovělé Gutwaldové. Měl bratra a sestru.
V letech 1930–1934 studoval na dramatickém oddělení pražské konzervatoře . Následně postupně hrál na různých menších pražských i mimopražských scénách (Plzeň, Košice, Kladno), ve 40. letech 20. století působil v pražském Vinohradském divadle (1941–1950) . Po násilném rozdělení tohoto divadla na počátku padesátých let se stal na 30 let stálým členem hereckého souboru Městských divadel pražských (1950–1980) . Hostoval i v Činoherním klubu a působil i v Krejčově Divadle Za branou.
Byl poměrně dobrý zpěvák, zejména v dobách svého mládí často hrál a zpíval v operetách, v pokročilejším věku se posléze etabloval mimo jiné také jakožto nadprůměrný komediální herec, jenž velice často účinkoval po estrádách, v různých estrádně laděných kabaretních scénkách či skečích často vystupoval i v rozhlasu a později též v televizi. S populárním hercem Lubomírem Lipským vytvořil komickou dvojici, kde právě Miroslav Homola byl nejčastějším partnerem respektive protihráčem k postavě popleteného občana Hlustvisiháka (autor Bedřich Zelenka), jehož úspěšně ztvárňoval Lubomír Lipský.
Jeho dcera Dana Homolová (* 1951) se stala také herečkou a zpěvačkou.

## Divadelní role (výběr)
- 1940 Patricia Hareová: Žena v bílém, Anthony Holderness, (j. h.), Komorní divadlo, režie František Salzer
- 1955 C. Solodar: Šeříkový sad, Semjon Semjonovič Dušečkin, Divadlo komedie, režie Rudolf Hrušínský
- 1957 František Langer: Obrácení Ferdyše Pištory, Rosenštok, směnárník, Divadlo komedie, režie Rudolf Hrušínský
- 1962 M. Roli, L. Vincenzoni: Sbohem, Lugano, Michael Levangie, Komorní divadlo, režie Václav Hudeček
- 1964 Arthur Watkyn: Pan Dodd má schůzku, Anton Lesch, Divadlo ABC, režie Ota Ornest
- 1966 Alec Coppel: Hraběte jsem zabil já!, ředitel Martin, Divadlo ABC, režie František Miška
- 1975 Grigorij Gorin: Zapomeňte na Hérostrata!, Divadlo ABC, Městská divadla pražská, překlad Růžena Pochová, režie Ladislav Vymětal, výprava Jan Dušek, premiéra 26. listopadu 1975. Hráli: Náš současník (Jiří Pick), Tissafernés, vladař Efesu (Václav Voska), Klementina, jeho žena (Marie Málková), Kleón, archón basileus (Jan Tříska), Hérostratos (Václav Postránecký ), Chryssipes, lichvář (Miroslav Homola), Erita, kněžka v chrámu bohyně Artemis (Jarmila Smejkalová), žalářník (Jiří Bruder), kameník (Roman Hemala), Hrnčíř Vladimír Salač (herec) a lazebník (Mirko Musil).[5]

## Filmové role (výběr)
- Konečně sami (1940), jako lékař Petr Dvořák[6]
- V horách duní (1946), jako obersturmführer SS Kurt Sowack[7]
- Pan Tau jde do školy (1969), jako inspektor[8]

## Televize
- 1969 Hříšní lidé města pražského (1. díl) – role: pan Stein
- 1972 Bližní na tapetě (TV cyklus mikrokomedií Malé justiční omyly) – role: dědův kamarád Jaroušek Titěra (12. příběh: Hračičkové)